# توادتاون
توادتاون تجمع سكاني تقع إدارياً ضمن مقاطعة بوت (كاليفورنيا) في الولايات المتحدة.